# وزارة مصطفى النحاس باشا السابعة
وزارة مصطفى النحاس باشا السابعة هي الوزارة الخامسة والستون في مصر، صدر المرسوم الملكي بتشكيلها في 12 يناير 1950.:501:516

## أعضاء الحكومة
| الوزارة                      | الوزير                    |
| ---------------------------- | ------------------------- |
| رئيس مجلس الوزراء            | مصطفى النحاس باشا         |
| وزير الداخلية                | محمد فؤاد سراج الدين باشا |
| وزير الخارجية                | محمد صلاح الدين بك        |
| وزير المالية                 | محمد زكي عبد المتعال      |
| وزير العدل                   | عبد الفتاح الطويل باشا    |
| وزير الأشغال العمومية        | عثمان محرم باشا           |
| وزير الحربية والبحرية        | مصطفى نصرت                |
| وزير الصحة العمومية          | عبد اللطيف محمود بك       |
| وزير المعارف العمومية        | طه حسين                   |
| وزير الشئون الاجتماعية       | أحمد حسين                 |
| وزير الشئون البلدية والقروية | إبراهيم فرج               |
| وزير الأوقاف                 | يس أحمد باشا              |
| وزير الزراعة                 | أحمد حمزة                 |
| وزير المواصلات               | علي زكي العرابي باشا      |
| وزير التموين                 | مرسي فرحات بك             |
| وزير التجارة والصناعة        | محمود سليمان غنام         |
| وزير الاقتصاد الوطني         | محمد محمد الوكيل          |
| وزير دولة                    | حامد زكي                  |

## التعديلات
- في 9 يوليو 1950 أسندت وزارة المواصلات إلى محمد محمد الوكيل وأسندت مهام منصبه إلى محمود سليمان غنام بجانب مهام وزارته.[2]:184
- في 11 نوفمبر 1950 أسندت وزارة المالية إلى محمد فؤاد سراج الدين بجانب مهام منصبه. وأسندت وزارة الاقتصاد الوطني إلى حامد زكي.[2]:184 وأسندت وزارة التموين إلى أحمد حمزة.[2]:280 وأسندت وزارة الصحة العمومية إلى عبد الجواد حسين.[2]:450
- في 19 ديسمبر 1951 استقال حامد زكي وزير الاقتصاد الوطني وندب عبد المجيد عبد الحق لتولي مهام تلك الوزارة.[2]:185
- في 24 ديسمبر 1951 أسندت وزارة العدل إلى محمد محمد الوكيل.[2]:479 وأسندت وزارة المواصلات إلى عبد الفتاح الطويل.[2]:541